# Hava Nagila
Para o documentário homônimo, consulte Hava Nagila: The Movie.
Hava Nagila (הבה נגילה em hebraico) é uma canção folclórica hebraica cujo título significa Alegremo-nos. É uma música de celebração, especialmente muito popular entre judeus, e é muito executada por bandas em festivais judaicos.
A melodia foi inspirada numa canção folclórica ucraniana da região da Bucovina. O texto comumente usado foi provavelmente composto por Abraham Zevi Idelsohn em 1918 para celebrar a vitória inglesa na Palestina durante a Primeira Guerra Mundial, bem como da Declaração de Balfour.
A tradução, pronúncia do título e lírica variam pelo mundo afora.

## Letra
| Transliteração             | Hebreu                     | Português                                 |
| -------------------------- | -------------------------- | ----------------------------------------- |
| Hava naguila               | הבה נגילה                  | Alegremo-nos                              |
| Hava naguila               | הבה נגילה                  | Alegremo-nos                              |
| Hava naguila venis'mecha   | הבה נגילה ונשמחה           | Alegremo-nos e sejamos felizes            |
|                            | (repetir estrofe)          |                                           |
| Hava neranenah             | הבה נרננה                  | Cantemos                                  |
| Hava neranenah             | הבה נרננה                  | Cantemos                                  |
| Hava neranenah venis'mecha | הבה נרננה ונשמחה           | Cantemos e sejamos felizes                |
|                            | (repetir estrofe)          |                                           |
| Uru, uru achim!            | !עורו, עורו אחים           | Despertai, despertai irmãos!              |
| Uru achim b'lev sameach    | עורו אחים בלב שמח          | despertai irmãos, com um coração contente |
|                            | (repetir verso três vezes) |                                           |
| Uru achim, uru achim!      | !עורו אחים, עורו אחים      | Despertai irmãos, despertai irmãos!       |
| B'lev sameach              | בלב שמח                    | Com um coração contente.                  |

O som em hebraico de ch é como o som de ch na Língua Alemã, como no nome Bach. Esta observação tem como fonte a página em Língua Inglesa deste mesmo artigo. O link é: